# Taça das Regiões da UEFA de 2014–15
A Taça das Regiões da UEFA 2014-15 é a nona edição da competição que começou a ser disputada em 1999. É um campeonato de futebol amador envolvendo equipas de países associados da UEFA que se disputa de 2 em 2 anos.  Qualquer país que possua uma liga nacional pode ter uma equipa representante na competição. O representante de Portugal é a AF Leiria, vencedora da Taça das Regiões da FPF de 2013-14.

## Fase Preliminar
As 8 equipas da fase preliminar foram sorteadas em 2 grupos de 4 equipas, sendo os seguintes países os anfitriões:
Grupo A –  Estónia
Grupo B –  Eslovênia
Os jogos da fase preliminar serão disputados entre 23 e 27 de Julho de 2014 (Grupo A) e entre 15 e 19 de Junho de 2014 (Grupo B). Os vencedores de cada grupo avançam para a Fase Intermédia.

### Grupo A
| Equipa            | J | V | E | D | GM | GS | DG  | Pts |
| ----------------- | - | - | - | - | -- | -- | --- | --- |
| IV Västergötland  | 3 | 2 | 1 | 0 | 12 | 3  | 9   | 7   |
| Dostyk            | 3 | 2 | 1 | 0 | 7  | 2  | 5   | 7   |
| North Wales Coast | 3 | 1 | 0 | 2 | 4  | 4  | 0   | 3   |
| Northern Estonia  | 3 | 0 | 0 | 3 | 1  | 15 | -14 | 0   |

|                   | País de Gales | Estónia | Cazaquistão | Suécia |
| ----------------- | ------------- | ------- | ----------- | ------ |
| North Wales Coast |               | 2–1     | 0–1         | 1–2    |
| Northern Estonia  | 1–2           |         | 0–4         | 0–8    |
| Dostyk            | 1–0           | 4–0     |             | 2–2    |
| IV Västergötland  | 2–1           | 8–0     | 2–2         |        |

### Grupo B
| Equipa        | J | V | E | D | GM | GS | DG | Pts |
| ------------- | - | - | - | - | -- | -- | -- | --- |
| EWC Scotland  | 3 | 1 | 1 | 1 | 4  | 3  | 1  | 4   |
| Evia Region   | 3 | 1 | 1 | 1 | 4  | 4  | 0  | 4   |
| Murska Sobota | 3 | 1 | 1 | 1 | 4  | 5  | -1 | 4   |
| San Marino B  | 3 | 0 | 3 | 0 | 2  | 2  | 0  | 3   |

|               | Eslovénia | Grécia | San Marino | Escócia |
| ------------- | --------- | ------ | ---------- | ------- |
| Murska Sobota |           | 2–1    | 1–1        | 1–3     |
| Evia Region   | 1–2       |        | 2–1        | 1–1     |
| San Marino B  | 1–1       | 1–1    |            | 0–0     |
| EWC Scotland  | 3–1       | 1–2    | 0–0        |         |

## Fase Intermédia
Às 30 equipas apuradas directamente para a fase intermédia, irão se juntar as 2 equipas apuradas da fase preliminar. As 32 equipas foram sorteadas por 8 grupos de 4 equipas com os seguintes anfitriões:
Group 1 –  Croácia
Group 2 –  Eslováquia
Group 3 –  Sérvia
Group 4 –  Hungria
Group 5 –  Moldávia
Group 6 –  Malta
Group 7 –  Bósnia e Herzegovina
Group 8 –  Polônia
Os jogos da fase intermédia serão disputados entre 25 de Setembro de 2014 e 24 de Outubro de 2014. Os vencedores de cada grupo avançam para a Fase Final.

### Grupo 1
| Equipa           | J | V | E | D | GM | GS | DG  | Pts |
| ---------------- | - | - | - | - | -- | -- | --- | --- |
| Zagreb           | 3 | 2 | 1 | 0 | 11 | 1  | 10  | 7   |
| RTU F.C.         | 3 | 2 | 0 | 1 | 3  | 5  | -2  | 6   |
| IV Västergötland | 3 | 1 | 1 | 1 | 9  | 6  | 3   | 4   |
| Chargirgan       | 3 | 0 | 0 | 3 | 5  | 16 | -11 | 0   |

|                    | Azerbaijão | Croácia | Letónia | Suécia |
| ------------------ | ---------- | ------- | ------- | ------ |
| Chargirgan         |            | 1–7     | 0–1     | 4–8    |
| Zagreb             | 7–1        |         | 4–0     | 0–0    |
| RTU Futbola Centrs | 1–0        | 0–4     |         | 2–1    |
| IV Västergötland   | 8–4        | 0–0     | 1–2     |        |

### Grupo 2
| Equipa                      | J | V | E | D | GM | GS | DG | Pts |
| --------------------------- | - | - | - | - | -- | -- | -- | --- |
| Württemberg                 | 0 | 0 | 0 | 0 | 0  | 0  | 0  | 0   |
| Eastern Slovakia            | 0 | 0 | 0 | 0 | 0  | 0  | 0  | 0   |
| Isle of Man Football League | 0 | 0 | 0 | 0 | 0  | 0  | 0  | 0   |
| EWC Scotland                | 0 | 0 | 0 | 0 | 0  | 0  | 0  | 0   |

|                             | Alemanha | Eslováquia | Inglaterra | Escócia |
| --------------------------- | -------- | ---------- | ---------- | ------- |
| Württemberg                 |          | 2–1        | 7–0        | 1–0     |
| Eastern Slovakia            | 1–2      |            | 1–0        | 0–2     |
| Isle of Man Football League | 0–7      | 0–1        |            | 2–0     |
| EWC Scotland                | 0–1      | 0–2        | 0–2        |         |

### Grupo 3
| Equipa             | J | V | E | D | GM | GS | DG | Pts |
| ------------------ | - | - | - | - | -- | -- | -- | --- |
| South Moravia      | 3 | 2 | 1 | 0 | 5  | 1  | 4  | 7   |
| Vojvodina          | 3 | 1 | 1 | 1 | 5  | 5  | 0  | 4   |
| Southwest Bulgaria | 3 | 1 | 0 | 2 | 3  | 6  | -3 | 3   |
| ACdF Vaudoise      | 3 | 0 | 2 | 1 | 3  | 4  | -1 | 2   |

|                    | Sérvia | Bulgária | Suíça | Chéquia |
| ------------------ | ------ | -------- | ----- | ------- |
| Vojvodina          |        | 3–0      | 2–2   | 0–3     |
| Southwest Bulgaria | 0–3    |          | 2–1   | 1–2     |
| ACdF Vaudoise      | 2–2    | 1–2      |       | 0–0     |
| South Moravia      | 3–0    | 2–1      | 0–0   |         |

### Grupo 4
| Equipa         | J | V | E | D | GM | GS | DG | Pts |
| -------------- | - | - | - | - | -- | -- | -- | --- |
| Eastern Region | 3 | 3 | 0 | 0 | 11 | 2  | 9  | 9   |
| East Hungary   | 3 | 2 | 0 | 1 | 6  | 5  | 1  | 6   |
| Karmiel Tzfat  | 3 | 1 | 0 | 2 | 2  | 4  | -2 | 3   |
| FK Nevézis     | 3 | 0 | 0 | 3 | 3  | 11 | -8 | 0   |

|                | República da Irlanda | Hungria | Lituânia | Israel |
| -------------- | -------------------- | ------- | -------- | ------ |
| Eastern Region |                      | 4–1     | 6–1      | 1–0    |
| East Hungary   | 1–4                  |         | 2–0      | 3–1    |
| FK Nevézis     | 1–6                  | 1–3     |          | 1–2    |
| Karmiel Tzfat  | 0–1                  | 0–2     | 2–1      |        |

### Grupo 5
| Equipa         | J | V | E | D | GM | GS | DG  | Pts |
| -------------- | - | - | - | - | -- | -- | --- | --- |
| Eastern Region | 3 | 3 | 0 | 0 | 10 | 1  | 9   | 9   |
| Catalunha      | 3 | 2 | 0 | 1 | 14 | 1  | 13  | 6   |
| Piatykhatska   | 3 | 1 | 0 | 2 | 5  | 8  | -3  | 3   |
| Telenesti      | 3 | 0 | 0 | 3 | 1  | 20 | -19 | 0   |

|                | Ucrânia | Espanha | Irlanda do Norte | Moldávia |
| -------------- | ------- | ------- | ---------------- | -------- |
| Piatykhatska   |         | 0–4     | 0–4              | 5–0      |
| Catalunha      | 4–0     |         | 0–1              | 10–0     |
| Eastern Region | 5–1     | 4–0     |                  | 1–0      |
| Telenesti      | 0–5     | 0–10    | 1–5              |          |

### Grupo 6
| Equipa       | J | V | E | D | GM | GS | DG | Pts |
| ------------ | - | - | - | - | -- | -- | -- | --- |
| Ankara       | 3 | 3 | 0 | 0 | 5  | 2  | 3  | 9   |
| South Region | 3 | 2 | 0 | 1 | 5  | 3  | 2  | 6   |
| Gozo         | 3 | 1 | 0 | 2 | 4  | 5  | -1 | 3   |
| Vaasa        | 3 | 0 | 0 | 3 | 0  | 4  | -4 | 0   |

|              | Turquia | Rússia | Malta | Finlândia |
| ------------ | ------- | ------ | ----- | --------- |
| Ankara       |         | 2–1    | 2–1   | 1–0       |
| South Region | 1–2     |        | 3–1   | 0–1       |
| Gozo         | 1–2     | 1–3    |       | 2–0       |
| Vaasa        | 0–1     | 0–1    | 0–2   |           |

### Grupo 7
| Equipa   | J | V | E | D | GM | GS | DG | Pts |
| -------- | - | - | - | - | -- | -- | -- | --- |
| Tuzla    | 3 | 3 | 0 | 0 | 7  | 3  | 4  | 9   |
| Lazio    | 3 | 2 | 0 | 1 | 4  | 2  | 2  | 6   |
| Leiria   | 3 | 1 | 0 | 2 | 5  | 4  | 1  | 3   |
| ALF-2007 | 3 | 0 | 0 | 3 | 1  | 8  | -7 | 0   |

|          | Itália | Portugal | Bósnia e Herzegovina | Bielorrússia |
| -------- | ------ | -------- | -------------------- | ------------ |
| Lazio    |        | 1–0      | 1–2                  | 2–0          |
| Leiria   | 0–1    |          | 1–3                  | 4–0          |
| Tuzla    | 2–1    | 3–1      |                      | 2–1          |
| ALF-2007 | 0–2    | 0–4      | 1–2                  |              |

### Grupo 8
| Equipa              | J | V | E | D | GM | GS | DG | Pts |
| ------------------- | - | - | - | - | -- | -- | -- | --- |
| Dolnóslaski         | 3 | 2 | 1 | 0 | 11 | 4  | 7  | 7   |
| Paris Ile-de-France | 3 | 2 | 1 | 0 | 6  | 1  | 5  | 7   |
| News Amateurs       | 3 | 0 | 1 | 2 | 3  | 8  | -5 | 1   |
| Brasov              | 3 | 0 | 1 | 2 | 4  | 11 | -7 | 1   |

|                     | Roménia | Polónia | França | Macedónia do Norte |
| ------------------- | ------- | ------- | ------ | ------------------ |
| Brasov              |         | 2–5     | 0–4    | 2–2                |
| Dolnóslaski         | 5–2     |         | 1–1    | 5–1                |
| Paris Ile-de-France | 4–0     | 1–1     |        | 1–0                |
| News Amateurs       | 2–2     | 1–5     | 0–1    |                    |

## Torneio Final
O sorteio da fase final decorreu em Dublin a 30 de Março. A final será disputada a 4 de Julho na República da Irlanda.

### Grupo A
| Equipa         | J | V | E | D | GM | GS | DG | Pts |
| -------------- | - | - | - | - | -- | -- | -- | --- |
| Eastern Region | 3 | 3 | 0 | 0 | 6  | 1  | 5  | 9   |
| Ankara         | 3 | 2 | 0 | 1 | 6  | 5  | 1  | 6   |
| South Moravia  | 3 | 1 | 0 | 2 | 3  | 6  | -3 | 3   |
| Tuzla          | 3 | 0 | 0 | 3 | 2  | 5  | -3 | 0   |

|                | Eastern Region | Ankara | South Moravia | Tuzla |
| -------------- | -------------- | ------ | ------------- | ----- |
| Eastern Region |                | 2–0    | 2–0           | 2–1   |
| Ankara         | 0–2            |        | 4–2           | 2–1   |
| South Moravia  | 0–2            | 2–4    |               | 1–0   |
| Tuzla          | 1–2            | 1–2    | 0–1           |       |

### Grupo B
| Equipa         | J | V | E | D | GM | GS | DG | Pts |
| -------------- | - | - | - | - | -- | -- | -- | --- |
| Zagreb         | 3 | 3 | 0 | 0 | 9  | 2  | 7  | 9   |
| Württemberg    | 3 | 1 | 1 | 1 | 4  | 4  | 0  | 4   |
| Eastern Region | 3 | 1 | 1 | 1 | 5  | 6  | -1 | 4   |
| Dolnóslaski    | 3 | 0 | 0 | 3 | 1  | 7  | -6 | 0   |

|                | Zagreb | Württemberg | Eastern Region | Dolnóslaski |
| -------------- | ------ | ----------- | -------------- | ----------- |
| Zagreb         |        | 2–1         | 3–1            | 4–0         |
| Württemberg    | 1–2    |             | 2–2            | 1–0         |
| Eastern Region | 1–3    | 2–2         |                | 2–1         |
| Dolnóslaski    | 0–4    | 0–1         | 1–2            |             |

### Final
| 4 de julho  | Eastern Region  | 1 - 0 | Zagreb | Tallaght Stadium, Dublin |
| 16:00 (IST) | David Lacey 10' |       |        | Árbitro: Nikolay Hänni   |

## Ver Também
- Associação de Futebol de Leiria

## Ligações Externas
- Site Oficial